# Причиненко Володимир Олексійович
Володимир Олексійович Причиненко (нар. 2 квітня 1960, Прилуки, Чернігівська область, УРСР, СРСР) — радянський та український футболіст та тренер, виступав на позиції захисника та півзахисника.

## Життєпис

### Ранні роки
Народився 2 квітня 1960 року в місті Прилуки Чернігівської області. Разом з братом до 4-го класу займався танцями, але зрештою залишив їх. Спочатку займався «вуличним футболом», з 4-го по 6-й класи займався футболом вже в школі. Після закінчення шостого класу відправився до Київського спортивного інтернату, де навчався до 9-го класу. В одній групі з Володимиром навчався й відомий у майбутньому футболіст та тренер Ігор Наконечний. Перші тренери — Кияченко, Качан, Горбач, а згодом — Василь Кривошеєнко. Після цього повернувся в Прилуки, де закінчив 9-10 класи, паралельно з навчанням у школі захищав честь футбольної збірної Чернігівської області.

### Початок професіональної кар'єри
У 1978 році на запрошення Юхима Школьникова перейшов до чернігівської «Десни», яка виступала в Другій союзній лізі. Партнером Причиненка по команді був і відомий у майбутньому (за виступами в «Дніпрі») Віктор Данилевський. У сезоні 1978 року у складі чернігівської команди зіграв 27 матчів чемпіонату. Наступного року у складі збірної УРСР відправився в Сочі на турнір «Переправа» для юнацьких збірних республік. В цей час сімферопольська «Таврія» домовилася про товариський матч проти збірної УРСР, в складі якої виступали й брати Причиненки. Той поєдинок завершився з нічийним рахунком 1:1, а Володимир та його брат суттєво попсували нерви більш іменитим та досвідченішим футболістам кримчан. Тодішньому головному тренеру сімферопольців Володимиру Заяєву сподобалася гра юних братів Причиненків і вже в грудні 1979 роки вони стали повноправними гравцями «Таврії».
Перший матч у футболці кримчан зіграв у 1980 році проти луганської «Зорі». Володимир, як опорний півзахисник повинен був заважати Анатолію Куксову, але з цим завданням повною мірою впоратися не зміг, оскільки Анатолій у тому поєдинку відзначився гольовим пасом. Дебютував у складі «Таврії» у першій союзній лізі 7 квітня 1980 року нічийному (1:1) виїзному поєдинку 1-го туру проти джизакського «Бустона». Володимир вийшов на поле в стартовому складі, а на 70-й хвилині його замінив Валерій Петров. Дебютним голом у складі кримського клубу відзначився 14 жовтня 1980 року в переможному (2:0) виїзному поєдинку 40-го туру першої ліги чемпіонату України проти ярославльського «Шинника». Причиненко вийшов на поле в стартовому складі та відіграв увесь матч. Того сезону Володимир зіграв у першій лізі 33 матчі та відзначився 1 голом, чим допоміг сімферопольській команді фінішувати на першому місці в чемпіонаті та здобути путівку до Вищій союзній лізі. При цьому «Таврія» зуміла випередити такі команди як «Дніпро», «Металіст», «Памір», «Ністру», «Жальгіріс» та інші команди.
Сезон 1981 року у Вищій лізі кримчани розпочали під керівництвом Анатолія Полосіна. У «вишці» Володимир дебютував у переможному (1:0) поєдинку проти московського «Динамо», в якому нападник москвичів ліктем розбив обличчя Причиненку. Перше коло «Таврія» завершила на високому 7-му місці. Спонсори команди пообіцяли покращити житлові та інші умови, якщо команда на екваторі сезону не буде знаходитися в зоні вильоту, але своєї обіцянки не дотримали. До того ж троє гравців «Таврії» потрапили на автомобілі в ДТП: Сергій Туник (помер через декілька днів), Віктор Корольов (помер через наслідки травм у тій аварії рік по тому) та Олександр Бережний. У цій машині повинен був їхати й Володимир, але в останній момент той відмовився від фатальної поїздки. Як наслідок цих обставин «Таврія» фінішувала на передостанньому місці й повернулася до Першої ліги. Володимир того сезону відіграв 18 матчів: 15 — у чемпіонаті та 3 — у кубку.

### СКА (Київ) та «Дніпро» (Черкаси)
У 1982 році на запрошення Володимира Мунтяна переходить до складу київського СКА, яке на той час виступало в першій союзній лізі. Дебютував за київських армійців 20 лютого 1982 року в програному (0:2) виїзному поєдинку 3-ї зони кубку СРСР. Причиненко вийшов у стартовому складі та відіграв увесь матч. У першій лізі дебютував за армійців 9 квітня 1982 року в нічийному (0:0) виїзному поєдинку 1-го туру проти кіровського «Динамо». Володимир вийшов у стартовому складі та відіграв увесь матч. Єдиним голом у складі СКА відзначився 8 серпня 1982 року на 56-й хвилині нічийного (2:2) домашнього поєдинку 25-го туру проти ризької «Даугави». Причиненко вийшов у стартовому складі та відіграв увесь матч, при цьому отримав жовту картку. У сезоні 1982 року в першій лізі зіграв 24 матчі та відзначився 1 голом, ще 4 поєдинки провів у кубку СРСР. Першу частину наступного сезону також провів у ЦСКА, а в другій його частині — захищав кольори черкаського «Дніпра». Черкащани  на той час виступали в Другій лізі чемпіонату СРСР, в якій Володимир зіграв 34 матчі.

### Повернення в «Таврію»
У 1984 році повернувся до «Таврії», став ключовим гравцем кримського клубу. На той час у команді тривала зміна поколінь. Розпочинав той сезон Володимир під керівництвом Геннадія Логофета. Він намагався привити команді спартаківський стиль — дрібний пас та контроль м'яча. Під його керівництвом опорного півзахисника перевели на позицію крайнього захисника. Наприкінці червня - на початку липня сімферопольці здобули дві поспіль виїзні перемоги, в Джизаці та Душанбе, але Логофета все ж звільнили. Його на посаді головного тренера замінив Анатолій Коньков. Проте команда виступала дуже невдало й за підсумками сезону посіла передостаннє місце в чемпіонаті й опустилася до Другої ліги. Наступного сезону «Таврія» виступала впевненіше. Команда виграла перший етап Другої ліги, стала переможцем фінальної частини чемпіонату УРСР, але в фінальній частині Другої союзної ліги посіла 2-ге місце, яке не давало можливості підвищитися в класі. Протягом свого перебування в «Таврії» в чемпіонаті України зіграв 68 матчів та відзначився 3-ма голами, ще 3 поєдинки провів у кубку СРСР.

### «Десна» та «Нива»
У 1986 році перейшов до складу чернігівської «Десни», яка виступала в Другій союзній лізі. В чернігівській команді одразу ж став ключовим гравцем основного складу, але в сезоні 1988 року втратив своє місце. Загалом у футболці «Десни» відіграв 87 матчів союзного чемпіонату.
У 1989 році перейшов до вінницької «Ниви», яка також виступала в другій союзній лізі. Працював під керівництвом Олександра Томаха та В'ячеслава Грозного. Перші два сезони був капітаном команди. Загалом у складі «Ниви» зіграв у 102 матчах чемпіонату (відзначився 1 голом).

### Вояж до Польщі та Німеччини
У 1991 році перейшов до польського «Вроцлава», але надовго в команді не затримався, оскільки отримав серйозну травму. У 1992 році перейшов до клубу «Фельтен», в складі якого провів 15 поєдинків. З 1992 по 1994 рік виступав за інший нижчоліговий німецький клуб «Фалькензе-Фінкенкруг».

### Короткочасне повернення в Україну
У 1995 році повернувся до України та підписав контракт з вищоліговим шепетівським «Темпом». Дебютував у складі шепетівського клубу 4 березня 1995 року в програному (1:3) виїзному поєдинку 18 го туру проти кременчуцького «Кременя». Володимир вийшов у стартовому складі, а на 46-й хвилині його замінив Юрій Гетіков. Протягом березня — квітня 1995 року зіграв 4 матчі у «вишці». Але вже незабаром залишив команду.

### Повернення до Німеччини й завершення кар'єри
У 1995 році повернувся до клубу «Фалькензе-Фінкенкруг», де продовжив захищати кольори команду. По завершенні сезону 1997/98 років завершив кар'єру футболіста.

### Кар'єра тренера
У 1998 році повернувся в Україну, де працював на тренерських посадах у сімферопольських клубах «Таврія», «Таврія-2» та ІТВ. 

## Сім'я
Одружений, дружину звати Людмила. Має брата-близнюка Сергія Причиненка, в якого є син Денис Причиненко. У самого ж Володимира є два сини Сергій Причиненко (виступав на аматорському рівні, зараз боковий футбольний суддя) та Станіслав Причиненко (професіональний футболіст).

## Досягнення
- Перша ліга чемпіонату СРСР
  -  Чемпіон: 1981

- Чемпіонат УРСР
  -  Чемпіон: 1985